# 今津ランプ
今津ランプ（いまづランプ）は、広島県福山市今津町にある、国道2号の松永道路にあるランプである。立体交差で、広島県道48号府中松永線と接続している。また、上り線側（岡山方面）には、今津PAを併設している。
当ランプを境に西側が自動車専用道路、東側が一般道路となっている。

## 接続道路
- 国道2号松永道路
- 広島県道48号府中松永線

## 周辺
- 山陽新幹線の高架（福山 - 新尾道間）
- 山陽自動車道の高架（福山東IC - 福山西IC間）（福山本郷BS付近）
- 福山消防署 今津出張所
- 本郷川

## 隣
松永道路
羽原ランプ - 今津ランプ/PA - 福山西IC